# Ladislav Švarc
Ladislav Švarc (* 13. November 1978 in Bratislava, Tschechoslowakei) ist ein ehemaliger professioneller Tennisspieler aus der Slowakei.

## Karriere
Švarc nahm an den Australian Open 2001 als Qualifikant am Hauptfeld teil. Er verlor in der ersten Runde ein Vier-Satz-Match gegen Rainer Schüttler.
Im Jahr 2000 gab Švarc sein Davis-Cup-Debüt für die Slowakei, als er im fünften und entscheidenden Spiel der Weltgruppe gegen Österreich antrat, das er gegen Markus Hipfl verlor. Sein einziges weiteres Davis-Cup-Spiel bestritt er 2002, als er gegen den Amerikaner James Blake verlor, nachdem er den ersten Satz gewonnen hatte.
Seinen größten Erfolg feierte Švarc, als er im August 2004 die Einzelkonkurrenz des Challengers im russischen Saransk für sich entscheiden konnte. Auf dem Weg ins Finale schlug er unter anderem Daniel Gimeno Traver und Steve Darcis.
Nach 2007 trat er bei keinem Tennisturnier der höheren Kategorien an.

## Erfolge

### Einzel

#### Turniersiege
| Nr. | Datum          | Turnier | Belag | Finalgegner    | Ergebnis       |
| --- | -------------- | ------- | ----- | -------------- | -------------- |
| 1.  | 2. August 2004 | Saransk | Sand  | Stefan Wauters | 6:2, 6:74, 6:0 |